# Eberhard Doser
Eberhard Doser (* 24. April 1926 in Gerstruben bei Oberstdorf; † 13. Mai 2018 in Castres (Tarn)) war ein deutscher Maler und Grafiker.
Nach dem Schulbesuch in Mannheim, dem Einsatz als Soldat in Italien und nach der Entlassung aus amerikanischer Gefangenschaft 1945 ging Eberhard Doser zielstrebig seiner Berufung als Künstler nach.

## Ausbildung
Von 1946 bis 1954 erarbeitete er sich sein künstlerisches Handwerkszeug an verschiedenen privaten Kunstschulen in Bad Reichenhall, Mannheim, München und Salzburg. Die erste systematische Ausbildung als Maler erfolgte 1946 bis 1948 in Bad Reichenhall in der Kunstschule des ungarischen Professors Pilsch. Anschließend erweiterte er seine Fähigkeiten in München, vor allem an der Schule für Gebrauchsgrafik bei Albert Rabenbauer als Werbegrafiker und Assistent für Porträt und Aktzeichnung. Dort erkannte er, dass nur der Beruf als freischaffender Künstler ihm Zufriedenheit bieten könnte. Deshalb führte er in Mannheim ab 1949 seine Studien an der Freien Akademie von Professor Paul Berger-Bergner fort, wo vor allem der Bildhauer Carl Trummer und der väterliche Freund Franz Schömbs großen Eindruck auf ihn machten. Die ersten Ausstellungen fanden 1955 und 1956 in Mannheim und Heidelberg statt. Die meist abstrakten Arbeiten behandelten vor allem das Problem des Raumes auf der Fläche. Oskar Kokoschka prägte schon 1954 den jungen Maler beim Besuch der Schule des Sehens in Salzburg nachhaltig. Diese Inspirationen werden erst in seinen späteren Landschaften und Porträts spürbar.

## Die Zeit in Paris (1956–1972)
Obwohl Kokoschka dem jungen Doser auf seinem weiteren Weg Italien ans Herz gelegt hatte, wählte dieser von 1956 bis 1972 die Großstadt Paris als Inspirationsquelle für das künstlerische Schaffen. Durch ständiges Skizzieren in der Metro, in den Cafés, Straßen und den Parks erforschte er die optischen und akustischen Signale der Großstadt. 1956 findet eine bemerkenswerte Begegnung in Mannheim statt, als Doser den Karlsruher Kunsthistoriker Franzsepp Würtenberger kennenlernte. Dessen Gedanke einer Weltethik hat den Maler bis an sein Lebensende intensiv begleitet. Eine Kernaussage bestand darin, dass sich ein geistig-religiös geführter Künstler zwangsläufig dem technisch orientierten Menschen gegenübergestellt sieht.
Die Heirat 1963 mit seiner Frau Elisabeth und die Geburt des ersten Sohnes Friederic 1964 erforderten aber auch eine stärkere Hinwendung zur Malerei, um die finanzielle Grundsicherung der Familie zu gewährleisten.

## Fraysse (1972–2018)
1972 kehrte die Familie Doser Paris den Rücken und siedelte sich am Südrand des Massif central in dem kleinen Bergdorf Fraysse bei Viane an. Dort wurde auch der zweite Sohn Emmanuel geboren. Die verwitterten Hausfassaden, das Grün der Bäume und die ausgedehnten Weiden für Schafe und Kühe entsprachen genau dem Verlangen nach Ursprünglichkeit. Auch das raue und feuchte Klima in der einsamen Höhe von 800 m erinnerte an den Geburtsort Oberstdorf im Allgäu. 1978 konnte ein anschließender Gebäudeteil als Atelier- und Ausstellungshaus dazu gewonnen werden.

## Künstlerisches Schaffen

Eberhard Doser am mechanischen Piano

### „Akustische Malerei“ (1956–1972)
In Paris entwickelte Doser ab 1957 einen ganz eigenen Zugang zum Verhältnis von Malerei und Musik, inspiriert durch einen Drehorgelspieler. Er erstellte eine sehr differenzierte Skala von Farbtönen auf Papier mit einer gleichlaufenden Skala der Töne auf dem Klavier. Die Farbflecken abstrakter Gemälde übertrug er dann als Einschnitte Loch für Loch auf eine Papierrolle, sodass anschließend über eine eingebaute Walze im mechanischen Piano die Farbtöne hörbar wurden. In seinem Pariser Atelier gab es 1959 eine erste öffentliche Präsentation hörbarer Bilder mit einer kunsthistorischen Einführung durch Franzsepp Würtenberger. Eine intensive Zusammenarbeit ergab sich mit Gerhard Rautenbach, dem technischen Direktor des Studios für elektronische Musik an der Staatlichen Hochschule für Musik Köln. Sie realisierten 1958 schon Klänge im Zusammenhang mit dem Bild „Die roten Türme“. 1958 entstanden „Farbtonwerk I und II“, Gemälde mit hörbarer Partitur. 1963 wurde ein „Hörsames Bild für Piano und zwei Saxophone in sieben Farbtönen“ auf Schallplatte aufgenommen. 1970 übertrug Doser in „Psalm 114“ die gleichnamige Partitur von Maurice Benhamou über eine optische Partitur in ein großes Gemälde, das im Centre Culturelle in Brüssel 1970 und 1971 während des Montparnasse Festivals in Paris gezeigt wurde. Bis in die 70er Jahre führte der unermüdlich experimentelle Eberhard Doser mit Tänzern und Musikern zahlreiche „Happenings“ in Paris, Albi, Castres und Fraysse auf.

### Landschaften und Porträts
Viele Aquarelle aus der Umgebung des Tarnflusses, aus Irland und von späteren Reisen in seine Geburtsheimat der Oberstdorfer Berge und Täler können als Huldigung an die Schönheit der Natur und der dort angetroffenen Bewohner aufgefasst werden. Immer schwingt aber auch die Enttäuschung über die Zunahme der Industrialisierung mit. Er sieht diese Entwicklungen nicht mit verklärter Brille und hofft, dass jede Landschaft im Kleinen und die Menschheit im Ganzen zu einem friedlichen, die Schöpfung bewahrenden Miteinander finden mögen. Zeitlebens porträtierte Doser die Menschen seiner Umgebung in schnellen Skizzen als Momentaufnahmen, als Vorstudien für seine Ölbilder und als Auftragsarbeiten von Politikern, Privatleuten, Freunden und historischen Personen. Unverkennbar ist die Anlehnung an den kraftvoll expressiven Duktus seines Lehrers Oskar Kokoschka.

### Religiöse Malerei
„Da für die Gedankenwelt von Eberhard Doser die profane Seinsebene nicht den vollen Sinn des Lebens zu enthüllen vermag, so regte sich in ihm immer wieder das Bedürfnis, in den religiösen Gemäldethemen einer höheren Seinsstufe Gerechtigkeit widerfahren zu lassen. Insofern macht neben seinen Landschaften, Porträts und seiner Akustischen Malerei einen Großteil seiner Gemälde die religiöse Malerei aus. […] Von existenziellen inneren Ängsten geschüttelt und gerüttelt hat E. Doser eine besondere Beziehung zum Bildthema der Apokalypse.“. „Wenn die meisten Künstler von dem phantastischen Zerstörungsausmaß befangen sind, das diese Vision vorzeichnet, interessiert mich der Heilsvorgang des Geschehens. Denn was sich zu guter Letzt bewahrheiten wird, ist die unzerstörbare Grundlage unseres eigentlichen Lebens, die um den Frieden in Ewigkeit geht. […] Gott sei Dank gibt es auch heute noch Menschen, die nicht im vergänglichen Jetzt verstrickt sind, sondern ihre kostbare Zeit der Ewigkeit und der wunderbaren Schöpfung dankend widmen. Nur so können Kunstwerke entstehen als Zeugnisse der Geheimen Offenbarung unseres Lebens“.

### Das große Alterswerk „Oberstdorf im Welttheater“ (1996–2018)
Mit dem Titel „Gesang aus den Bergen“ (nach einer Gedichtsammlung von Gertrud von le Fort) wollte Eberhard Doser 1996 anlässlich einer Retrospektive seiner Werke im Kunsthaus Villa Jauss in Oberstdorf einen Beitrag für den Aufschwung dieses kulturellen Treffpunktes leisten. Zunächst wurde die lebhaft vorgetragene Musik zweier Violoncelli durch Ulrike Loesch und Professor Peter Buck als Performance in ein „Strich- und Streicherwerk“ auf eine 4,30 m × 1,60 m große, dreiteilige Leinwand übertragen. In den nächsten Tagen, Wochen und Monaten baute der Künstler viele gegenwärtige und historische Ereignisse seines Geburtsortes Oberstdorf in das Gemälde ein. Immer mehr Figuren wurden ineinander verwoben und aufeinander bezogen. Die Sagen und Mythen, das Volks- und Brauchtum auf der linken Tafel, Oberstdorf und seine religiösen Quellen auf der rechten Bildtafel und die Gegenwartskultur samt Tourismus und Sport in der Mitte. Doser sieht die Geschichte der Marktgemeinde Oberstdorf als Mikrokosmos im Verlauf eines spirituell-geistigen Weltenplans. Mit dem Titel „Oberstdorf im Welttheater“ ab 2001 überlagern gegenwärtige und apokalyptische Katastrophenthemen (z. B. 11. September 2001) die älteren Ereignisse. Als Zeichen der Hoffnung überragen aber die Gestalten der christlichen Heilsgeschichte alle säkularen Themen. 2001 wird dieses monumentale Bild durch Günther Diehl im Oberstdorfhaus der Öffentlichkeit vorgestellt und erklärt. Eberhard Doser arbeitete an diesem Alterswerk insgesamt 22 Jahre lang bis zu seinem Tod 2018. 2014/15 fasste sein Sohn Friederic die vielen Wandlungen des Bildes über die Jahre hinweg in einem großen Bildband zusammen. Das Alterswerk erhielt jetzt einen neuen Titel: „Eberhard Dosers Durchgang durch das Universum“.

### Das Bild „Gesang aus den Bergen“ (2016–2018)
Als Hommage an die große deutsche Dichterin Gertrud von le Fort und an seinen Geburtsort Oberstdorf führte der Künstler im Frühjahr 2016 die Thematik des großen Tafelbildes weiter – wiederum mit dem Titel „Gesang aus den Bergen“ und den Maßen 1,70 × 1,60 m (10). Die Geschichte Oberstdorfs nimmt einen großen Platz ein mit Gerstruben, den Loretto-Kapellen (Palmesel-Christus) und dem großen Brand, den Bürgermeistern Geyer, Müller und Mies samt dem „wandelnden Lexikon“ Eugen Thomma. Porträts der Kulturträger G. von le Fort, A. M. Miller, J. B. Schraudolph und J. A. Fischer erscheinen ebenso wie der kulturelle Aufschwung der Villa Jauss seit 1996. Details dieses Bildes waren zum 140. Geburtstag von Gertrud von le Fort im Dachgeschoss des Kunsthauses Villa Jauss als Fotorepliken auf Leinwand zu sehen.

## Ausstellungen
- 1954 Erste Ausstellung in Mannheim, 1956 zweite Ausstellung in Heidelberg
- 1968 Ausstellung im Rathaus des 1. Arrondissements von Paris
- 1970 Ausstellung im Centre Culturel in Brüssel
- 1970 Beteiligung beim Festival Montparnasse/Paris, Galerie Fischbacher
- 1972 und später: Ausstellungen im „Maison Atelier“ Fraysse/Viane (Tarn), auch mit verschiedenen Künstlern und Kunstaktionen in der Umgebung.
- 1975 Happening im Palais de la Barbie in Albi
- 1979 Happening in Labruguiere mit Tänzerin Claudine Negre bei Castres
- 1986 Ausstellung zum 60. Geburtstag im Kurhaus Oberstdorf
- 1988 Ausstellung in der Evangelischen Stadtkirche Karlsruhe
- 1991 Ausstellung im Musée Goya in Castres
- 1993 Gründung der Sommerschule „Le Regard“ in Viane (Tarn)
- 1994 Performance „Kreator und Kreatur“ im Atelier 7 in Castres
- 1996 Auftrag des Triptychons „Franz von Sales“, Franz-Völker-Haus, Mannheim
- 1996 Ausstellung zum 70. Geburtstag im Kunsthaus Villa Jauss, Oberstdorf und Malkurs im Zusammenhang mit dem Gemälde „Gesang aus den Bergen“
- 1998 Ausstellung „Gesang aus den Bergen“, Altes Rathaus Oberstdorf und zwei Malkurse in und um Oberstdorf
- 2001 Vorstellung des Monumentalbildes „Oberstdorf im Welttheater“, Oberstdorfhaus
- 2016 Ausstellung zum 90. Geburtstag im Kunsthaus Villa Jauss, Oberstdorf